# Таш (остров)
Таш — остров архипелага Северная Земля. Административно относится к Таймырскому Долгано-Ненецкому району Красноярского края.
Расположен в южной части архипелага в Карском море в проливе Вилькицкого у побережья острова Большевик на расстоянии менее километра от мыса Мордовина.
Имеет слегка вытянутую с юга на север форму длиной около 500 метров. Существенных возвышенностей нет. В северной части острова лежит небольшое озеро лагунного происхождения.

## Топографические карты
- Лист карты T-48-XIII,XIV,XV полярная ст. Солнечная. Масштаб: 1 : 200 000. Состояние местности на 1981 год. Издание 1988 г.